# Ashley Montagu
Ashley Montagu (Londres, 28 de junho de 1905 — Princeton, 26 de novembro de 1999) foi um antropólogo e humanista inglês que popularizou relações entre raça, o gênero humano e a sua relação à política e ao desenvolvimento. Foi o relator (investigador nomeado), em 1950, para declaração de 1950 da UNESCO A Questão da Raça. Quando jovem, mudou seu nome para "Montague Francis Ashley-Montagu". Depois de se mudar para o Estados Unidos ele usou o nome de "Ashley Montagu". Montagu, que se tornou um cidadão naturalizado americano em 1940, ensinou e deu palestras na Harvard, Universidade de Princeton, Universidade Rutgers, Universidade da Califórnia e Universidade de Nova York. Ele escreveu mais de sessenta livros ao longo desta vida. Em 1995, a Associação Humanista Americana o nomeou Humanista do Ano.

## Vida e Educação
Montagu chamava-se Israel Ehrenberg e nasceu em 28 de junho de 1905, em Londres. De acordo com uma entrevista de 1995 para Leonard Lieberman, Andrew Lyons e Harriet Lyons na publicação Current Anthropology, Montagu cresceu em East End de Londres. Montagu desenvolveu um interesse em anatomia muito cedo e ainda um menino de doze fez amizade com Arthur Keith, com quem estudou informalmente. Em 1922, na Universidade de Londres (e mais tarde na Universidade de Florença) Montagu se tornou um estudante de psicologia e antropologia. Como exemplo de seus dons incomparáveis, foi convidado a se apresentar à Sociedade Crítica do University College de um curso pioneiro sobre psicanálise. Em 1936, na Universidade de Columbia, ganhou um PhD em antropologia com os professores Franz Boas e Ruth Benedict.

## Carreira
Durante vinte anos, ensinou anatomia nas escolas de medicina americanas, em seguida, tornou-se presidente do Departamento de Antropologia da Universidade Rutgers por seis anos. Vítima do macartismo, Montagu foi forçado a sair de sua posição na Universidade de Rutgers, em 1953, e assim ficou o resto de sua vida fora do sistema universitário, concentrando-se em escrever para um público popular o que lhe rendeu participações e entrevistas em programas como The Tonight Show com Johnny Carson, The Arlene Francis Show e especiais sobre ciências humanas.
Durante os anos 50, Montagu publicou uma série de obras que questionam a validade da raça como um conceito biológico, incluindo o relatório A Questão da Raça, e o seu bem conhecido livro Man’s Most Dangerous Myth: the Fallacy of Race.

## Ativismo
Mais tarde ainda em vida, Montagu se opôs ativamente contra a mutilação genital de crianças como a excisão feminina e a circuncisão. Em 1994, James Prescott, Ph.D., escreveu o Resolução Ashley Montagu para acabar com a mutilação genital de crianças no mundo inteiro: uma petição à Corte Internacional de Haia, em homenagem do Dr. Montagu, que foi um dos seus signatários originais.

## Obras
Em português
- Ashley Montagu (1988). Tocar. [S.l.]: Grupo Editorial Summus. ISBN 85-323-0308-0. Consultado em 10 de maio de 2013 (Apresentação por José Ângelo Gaiarsa)
- Ashley Montagu (1978). A Natureza da agressividade humana. [S.l.]: Zahar
- Ashley Montagu (1977). Introdução à antropologia. [S.l.]: Cultrix

Em inglês
- Ashley Montagu (1933). [S.l.]: Wistar Institute of Anatomy and Biology http://books.google.com/books?id=M5eFNQEACAAJ Parâmetro desconhecido |itle= ignorado (ajuda); Em falta ou vazio |título= (ajuda)
- Ashley Montagu (1937). Coming Into Being Among the Australian Aborigines. A Study of the Procreative Beliefs of the Native Tribes of Australia, Etc. [With a Bibliography.]. [S.l.]: London
- Edward Tyson, M.D., F.R.S. 1650-1708, American Philosophical Society, 1943.
- The Human Organism and Reproduction, Heredity and Growth, Delphian Society, 1949
- Ashley Montagu (1 de dezembro de 1967). On being human. [S.l.]: Penguin Group (USA) Incorporated
- Ashley Montagu (1 de junho de 1973). Darwin: competition & cooperation. [S.l.]: Greenwood Press. ISBN 978-0-8371-6657-5
- Ashley Montagu (1970). The Direction of Human Development. [S.l.]: Hawthorn Books
- Ashley Montagu (1979). The reproductive development of the female: a study in the comparative physiology of the adolescent organism. [S.l.]: PSG Publishing Company. ISBN 978-0-88416-218-6
- Ashley Montagu (1957). Anthropology and human nature. [S.l.]: P. Sargent
- Ashley Montagu (12 de maio de 2012). The Cultured Man. [S.l.]: Literary Licensing, LLC. ISBN 978-1-258-33830-5
- Ashley Montagu (setembro de 1973). Education and human relations. [S.l.]: Greenwood Press. ISBN 978-0-8371-6659-9
- M F Ashley Montagu (5 de maio de 2012). A Handbook of Anthropometry: With a Section on the Measurement of Body Composition. [S.l.]: Literary Licensing, LLC. ISBN 978-1-258-31694-5
- M F Ashley Montagu (12 de maio de 2012). An Introduction to Physical Anthropology. [S.l.]: Literary Licensing, LLC. ISBN 978-1-258-34030-8
- Ashley Montagu (15 de outubro de 2011). Man in Process. [S.l.]: Literary Licensing, LLC. ISBN 978-1-258-21419-7
- Ashley Montagu (1962). Prenatal influences. [S.l.]: C. C. Thomas
- Ashley Montagu (junho de 2012). The Humanization of Man. [S.l.]: Literary Licensing, LLC. ISBN 978-1-258-41616-4
- Ashley Montagu; John C. Lilly (1963). The Dolphin in History. [S.l.]: William Andrews Clark Memorial Library
- Ashley Montagu (1963). Human Heredity. [S.l.: s.n.]
- Ashley Montagu, The Science of Man, Odyssey Survey Book, 1964.
- Ashley Montagu (1964). Life before birth. [S.l.]: New American Library
- Ashley Montagu (1965). The human revolution. [S.l.]: World Pub. Co.
- Ashley Montagu (1965). The Idea of Race. [S.l.]: University of Nebraska Press
- Ashley Montagu, Up The Ivy, Hawthorn Book, 1966.
- Ashley Montagu (1967). The American Way of Life. [S.l.]: Putnam
- Ashley Montagu (1 de dezembro de 1967). On being human. [S.l.]: Penguin Group (USA) Incorporated
- Ashley Montagu (1967). The anatomy of swearing. [S.l.]: University of Pennsylvania Press. ISBN 978-0-8122-1764-3
- Ashley Montagu; Edward Darling (1967). The prevalence of nonsense. [S.l.]: Harper & Row
- Ashley Montagu (1968). Man observed. [S.l.]: Putnam
- Ashley Montagu,Man's Evolution, with C. L. Brace, Macmillan, 1968.
- Ashley Montagu (1969). Sex, man, and society. [S.l.]: Putnam
- Ashley Montagu (22 de agosto de 1980). Man, His First Two Million Years: A Brief Introduction to Anthropology. [S.l.]: Greenwood Press. ISBN 978-0-313-22600-7
- Ashley Montagu; Edward Darling (janeiro de 1970). The ignorance of certainty. [S.l.]: Harper & Row
- Ashley Montagu (1970). The Direction of Human Development. [S.l.]: Hawthorn Books
- Ashley Montagu, America As I See It, Seibido, 1971.
- Ashley Montagu (2001). Elephant Man: A Study in Human Dignity. [S.l.]: Acadian House Publishing. ISBN 978-0-925417-41-1
- Ashley Montagu (1971). Immortality, Religion, and Morals. [S.l.]: Hawthorn Books
- Ashley Montagu; Samuel S. Snyder (1972). Man and the computer. [S.l.]: Auerbach Publishers. ISBN 978-0-87769-146-4
- Ashley Montagu (1973). On Being Intelligent. [S.l.]: Greenwood Press. ISBN 978-0-8371-6704-6
- Coming Into Being Among the Australian Aborigines: A Study of the Procreative Beliefs of the Native Tribes of Australia. [S.l.]: Routledge. 1974. ISBN 978-0-415-33058-9
- Ashley Montagu (1997). Man's Most Dangerous Myth: The Fallacy of Race. [S.l.]: Rowman & Littlefield. ISBN 978-0-8039-4648-4
- Ashley Montagu (1976). The nature of human aggression. [S.l.]: Oxford University Press
- Ashley Montagu (1986). Touching: The Human Significance of the Skin. [S.l.]: Perennial Library. ISBN 978-0-06-015535-3
- Ashley Montagu; Floyd W. Matson (1979). The human connection. [S.l.]: McGraw-Hill Companies. ISBN 978-0-07-042840-9
- Ashley Montagu (1979). The reproductive development of the female: a study in the comparative physiology of the adolescent organism. [S.l.]: PSG Publishing Company. ISBN 978-0-88416-218-6
- Ashley Montagu (1989). Growing young. [S.l.]: Greenwood Publishing Group. ISBN 978-0-89789-167-7
- Ashley Montagu; Floyd W. Matson (1 de outubro de 1983). The dehumanization of man. [S.l.]: McGraw-Hill. ISBN 978-0-07-042845-4
- Ashley Montagu, Humanity Speaking to Mankind, Asahi, 1985.
- Ashley Montagu, The Peace of the World, Kenkyusha, 1987.
- Ashley Montagu, The Story of People, Kinseido, 1988.
- Ashley Montagu, The Human Dialogue, with Arendt Meerion Buber, Kinseido, ND.
- Ashley Montagu (1968). What we know about "race.". [S.l.]: Anti-defamation League of B'nai B'rith
- Ashley Montagu (1999). The Natural Superiority of Woman. [S.l.]: Rowman Altamira. ISBN 978-0-7619-8982-0